# NASA
Administração Nacional da Aeronáutica e Espaço (em inglês:  National Aeronautics and Space Administration — NASA) é uma agência do governo federal dos Estados Unidos responsável pela pesquisa e desenvolvimento de tecnologias e programas de exploração espacial. Sua missão oficial é "fomentar o futuro na pesquisa, descoberta e exploração espacial". A NASA foi criada em 29 de julho de 1958, substituindo seu antecessor, do Comitê Consultivo Nacional para a Aeronáutica (em inglês:  National Advisory Committee for Aeronautics — NACA).
A NASA foi a responsável pelo envio do homem à Lua (veja projeto Apollo) e por diversos outros programas de pesquisa no espaço. Atualmente ela trabalha em conjunto com a Agência Espacial Europeia, com a Agência Espacial Federal Russa e com alguns países da Ásia para a criação da Estação Espacial Internacional.
A NASA também tem desenvolvido vários programas com satélites e com sondas de pesquisa espacial que viajaram até outros planetas e até, alguns deles, se preparam para sair do nosso sistema solar, sendo a próxima grande meta, que tem atraído a atenção de todos, uma viagem tripulada até o planeta Marte, nosso vizinho.
A ciência da NASA está focada numa melhor compreensão da Terra através do Earth Observing System, na promoção da heliofísica através do trabalho do Heliophysics Research Program, na exploração do sistema solar com missões robóticas avançadas, tais como New Horizons, e na pesquisa astrofísica, aprofundando-se em tópicos como o Big Bang com o auxílio de grandes observatórios.

## História

### Criação

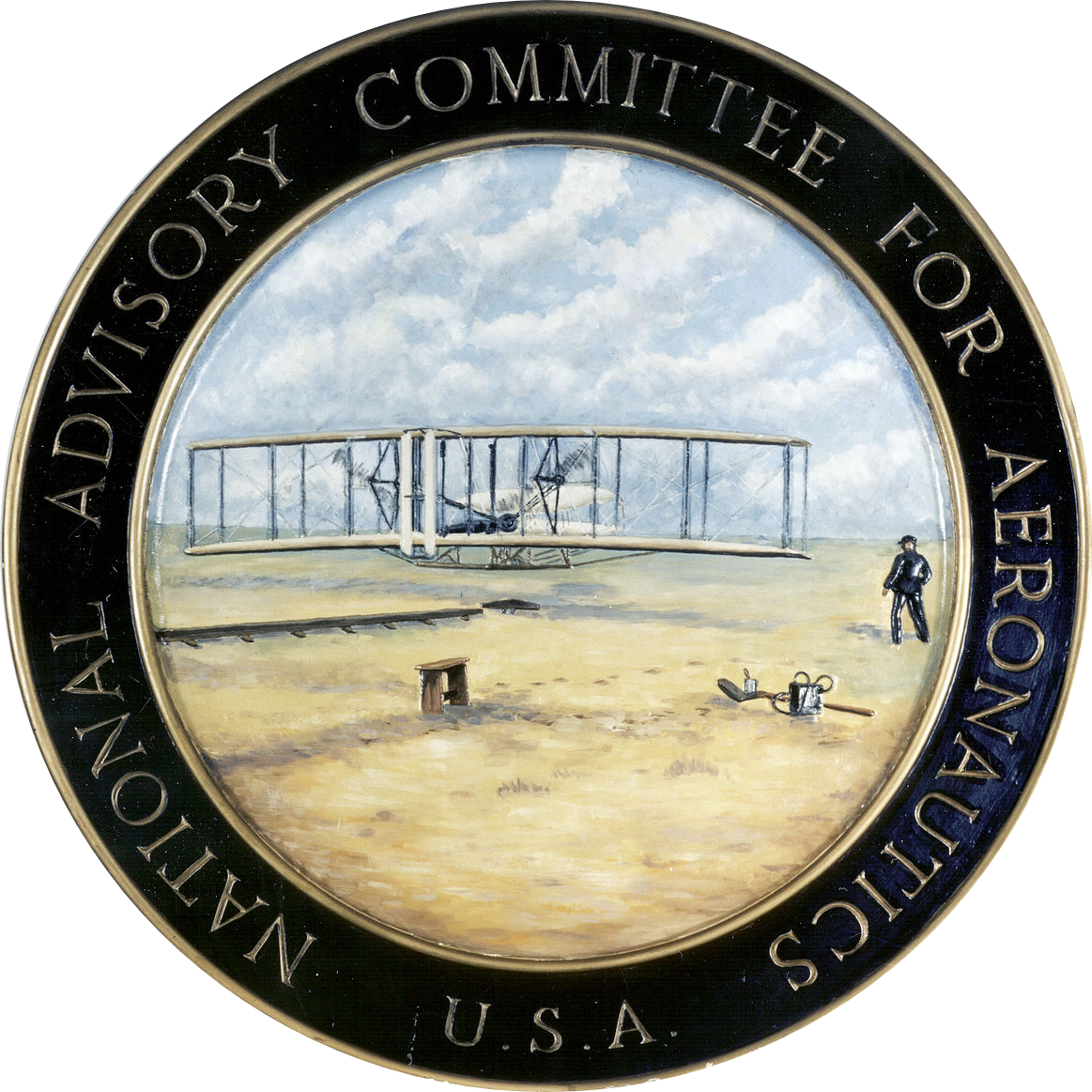
Selo oficial do NACA

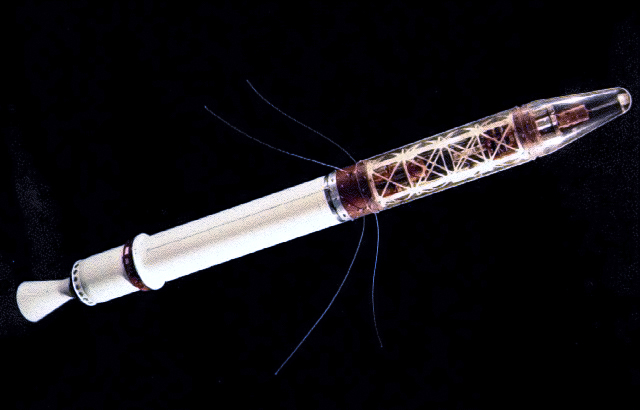
Explorer I

Entre o fim de 1957 e o início de 1958 o NACA - National Advisory Committee for Aeronautics (Conselho Nacional para a Aeronáutica), fundado em 1915, começou a estudar quais seriam o trabalho e o papel de uma agência espacial civil, e vários comitês foram formados para examinar o conceito. Em 4 de outubro de 1957, a URSS lançou o primeiro satélite artificial da história o Sputnik-1, desencadeando a chamada "Crise do Sputnik", o que resultou na decisão de criar a NASA. Em 12 de janeiro de 1958 o NACA organizou uma Comissão Especial de Tecnologia Espacial, dirigida por Guyford Stever. Esta comissão fez uma consulta ao programa de grandes foguetes da Army Ballistic Missile Agency, dirigida então por Wernher von Braun. Em 14 de janeiro de 1958, o Diretor da NACA, Hugh Dryden, declarou:
"É de grande urgência e importância para o nosso país, tanto na consideração do nosso prestígio como uma nação, bem como das necessidades militares, que o desafio representado pelo Sputnik seja encarado através de um enérgico programa de pesquisa e desenvolvimento para a conquista do espaço ... Assim, propõe-se que a investigação científica seja da responsabilidade de uma agência nacional civil ... O NACA é capaz, pela sua rápida expansão e pela extensão do seu esforço, de prover liderança na tecnologia espacial."— 
Lançado em 31 de janeiro de 1958, o Explorer 1, oficialmente o Satélite 1958 Alpha, tornou-se o primeiro satélite dos Estados Unidos. Em 5 de março James Rhyne Killian, presidente do PSAC (o Conselho Científico Presidencial) escreveu um memorando ao presidente Eisenhower incentivando a criação de um programa espacial civil a partir de um NACA fortalecido e reorientado, que poderia expandir seu programa de investigação com um mínimo de demora. No final de março um relatório do NACA apresentou recomendações para posteriormente desenvolver um foguete em três estágios alimentado a fluoreto de hidrogênio.
Em abril de 1958 Eisenhower fez no Congresso dos EUA um discurso favorecendo uma agência espacial civil nacional e apresentou um projeto de lei para a criação de uma agência nacional de aeronáutica e espaço. O antigo campo de pesquisa do NACA mudaria para incluir desenvolvimento, gerenciamento e operações em grande escala. O Congresso dos EUA aprovou a lei com ligeiros ajustes, formalizando o National Aeronautics and Space Act em 16 de julho de 1958. Apenas dois dias depois o grupo de Von Braun apresentou um relatório preliminar criticando severamente a duplicação de esforços e a falta de coordenação entre as diversas organizações associadas aos programas espaciais dos Estados Unidos. A Comissão de Stever concordou com as críticas do grupo de Von Braun, e um projeto final foi publicado vários meses depois, em outubro.
Em 29 de julho de 1958 Eisenhower assinou o National Aeronautics and Space Act, instituindo a NASA. Quando iniciou suas operações em 1 de outubro de 1958, a NASA absorveu integralmente o antigo NACA, com todos os seus 8 mil funcionários, um orçamento anual de 100 milhões de dólares, três laboratórios de pesquisa principais (Langley Aeronautical Laboratory, Ames Aeronautical Laboratory e Lewis Flight Propulsion Laboratory) e duas instalações pequenas de teste.
Elementos da Army Ballistic Missile Agency, da qual fazia parte a equipe de Von Braun, e o Naval Research Laboratory, foram incorporados à NASA. Uma contribuição significativa para a entrada da NASA na corrida espacial com a União Soviética foi a tecnologia do programa alemão de foguetes V-2 (liderado por Von Braun), que por sua vez incorporou tecnologia de Robert Goddard. Programas de investigação da Força Aérea e muitos dos primeiros programas espaciais da ARPA também foram transferidos para a NASA. Em dezembro de 1958 a NASA obteve o controle do Jet Propulsion Laboratory, uma instalação operada pelo California Institute of Technology. Nas primeiras décadas do século XXI, a NASA também realizou experimentos com aviões elétricos e aeronaves de propulsão híbrida como o X-57 Maxwell.

### Primeiros voos espaciais tripulados
A NASA já operou e opera inúmeros programas, desde missões interplanetárias a satélites terrestres. 31 missões já foram encerradas e em 2010 quase noventa estão ainda em andamento.

#### Programa X-15 (1954-1968)

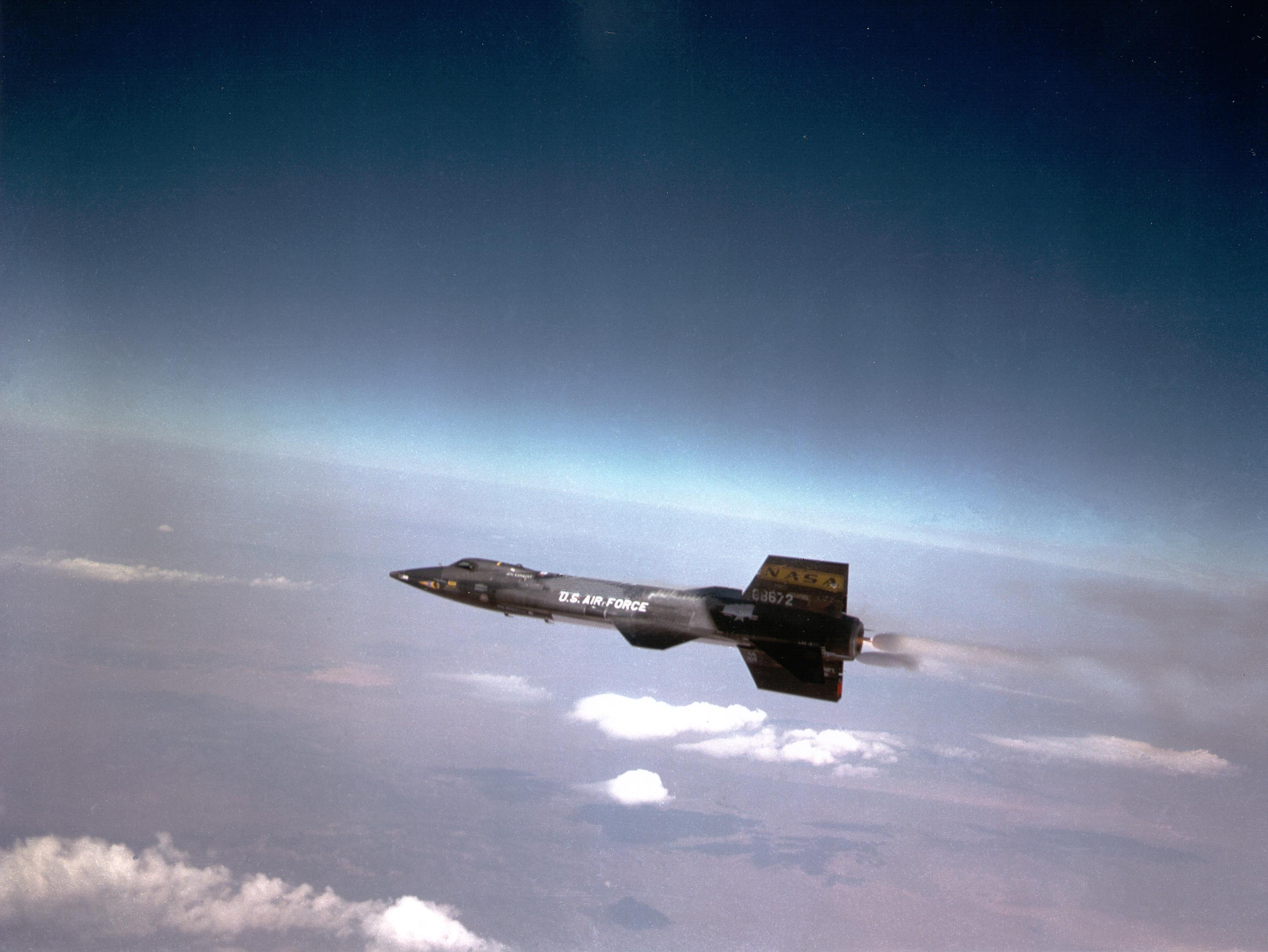
X-15 em voo motorizado

A NASA herdou a aeronave experimental de pesquisa hipersônica movida a foguete X-15 da NACA, desenvolvida em conjunto com a Força Aérea e a Marinha dos Estados Unidos. Três aviões foram construídos a partir de 1955. O X-15 foi lançado da asa de um dos dois Boeing B-52 Stratofortresses da NASA, cauda NB52A número 52-003, e NB52B, cauda número 52-008 (conhecido como Balls 8). A liberação ocorreu a uma altitude de cerca de 45 000 pés (14 km) e a uma velocidade de cerca de 500 milhas por hora (805 km/h).
Doze pilotos foram selecionados para o programa da Força Aérea, Marinha e NACA. Um total de 199 voos foram realizados entre junho de 1959 e dezembro de 1968, resultando no recorde mundial oficial para a maior velocidade já alcançada por uma aeronave com tripulação e uma velocidade máxima de Mach 6,72, ou 4 519 milhas por hora (7 273 km/h). O recorde de altitude para o X-15 foi de 354 200 pés (107,96 km). Oito dos pilotos receberam o distintivo "Asas de Astronauta" da Força Aérea por voar acima de 260 000 pés (80 km), e dois voos de Joseph A. Walker excederam 100 quilômetros (330 000 pés), qualificando-se como um voo espacial de acordo com a Federação Aeronáutica Internacional. O programa X-15 empregou técnicas mecânicas usadas nos programas posteriores de voos espaciais tripulados, incluindo jatos de sistema de controle de reação para controlar a orientação de uma espaçonave, trajes espaciais e definição de horizonte para navegação. Os dados de reentrada e pouso coletados foram valiosos para a NASA no projeto do ônibus espacial.

#### Programa Mercury (1958–1963)

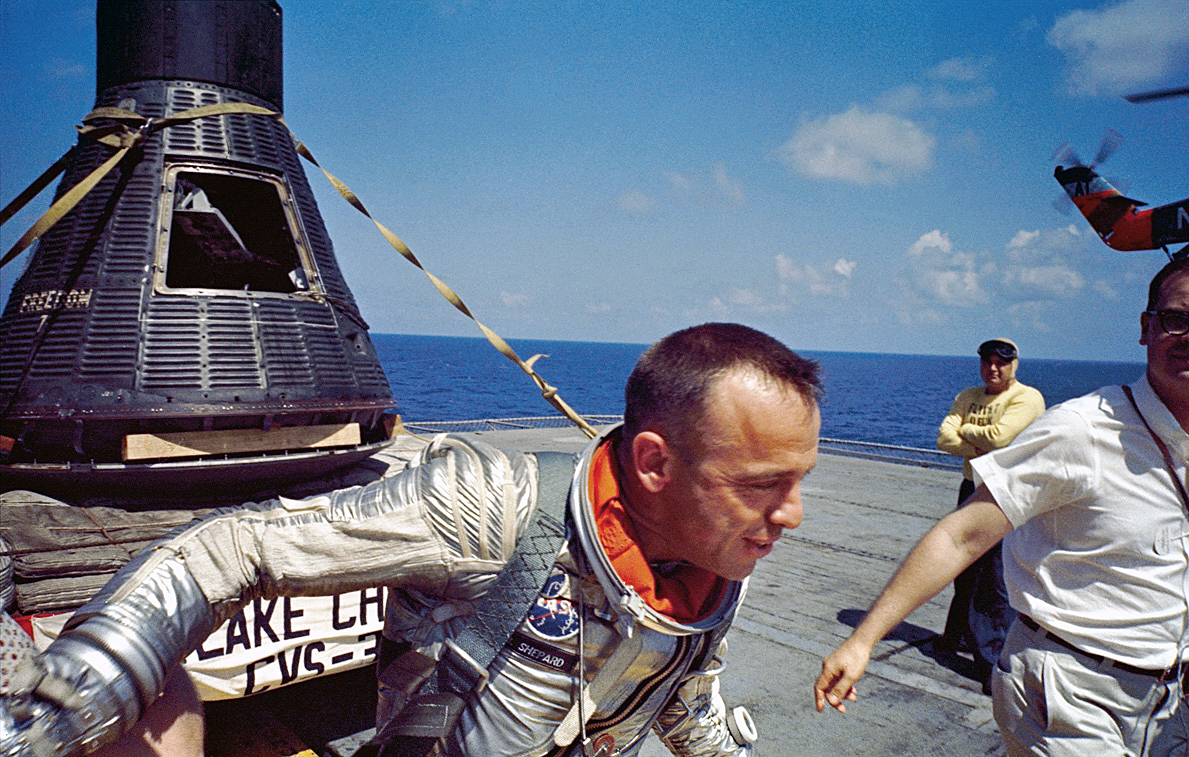
Alan Shepard após pouso do Mercury-Redstone 3

Realizado sob a pressão da concorrência entre os EUA e a União Soviética que existiu durante a Guerra Fria, o Programa Mercury foi iniciado em 1958 e lançou a NASA no caminho da exploração humana do espaço com as missões destinadas a descobrir se o homem poderia sobreviver no espaço sideral. Representantes do Exército, Marinha e Força Aérea dos EUA foram selecionados para prestar assistência à NASA. Em 5 de maio de 1961 o astronauta Alan Shepard se tornou o primeiro estadunidense no espaço pilotando a Freedom 7 em um voo suborbital de 15 minutos. John Glenn se tornou o primeiro estadunidense a orbitar a Terra em 20 de fevereiro de 1962 durante o voo da Friendship 7.

#### Projeto Gemini (1961–1966)

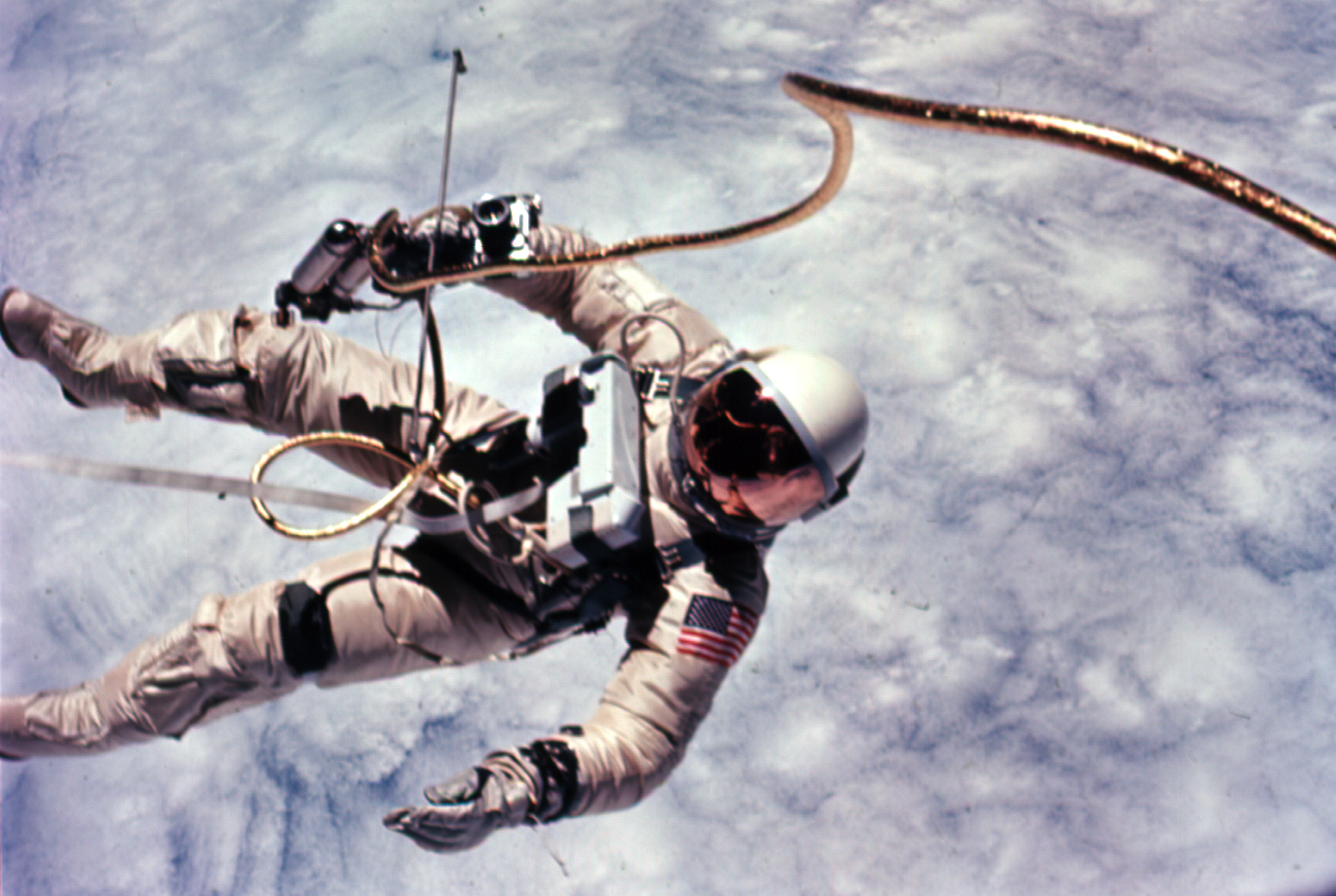
Edward White em um passeio espacial no Gemini IV

O Projeto Gemini se concentrou em realizar experimentos e desenvolver e praticar as técnicas necessárias para missões lunares. O primeiro voo Gemini com astronautas a bordo, o Gemini III, foi pilotado por Gus Grissom e John Young em 23 de março de 1965. Seguiram-se mais nove missões, mostrando que eram possíveis o voo espacial humano de longa duração e o encontro e acoplagem com um outro veículo no espaço, além de coletar dados médicos sobre os efeitos da microgravidade sobre os seres humanos. As missões Gemini incluíram as primeiras caminhadas espaciais estadunidenses e o uso de novas manobras orbitais como encontro e acoplamento.

#### Projeto Apollo (1960–1972)
A percepção do público estadunidense sobre a liderança soviética na corrida espacial (colocando o primeiro humano no espaço) motivou o presidente John F. Kennedy a pedir ao Congresso dos Estados Unidos em 25 de maio de 1961 que comprometesse o governo federal com um programa de aterrissagem de um homem na Lua no final da década de 1960, o que efetivamente lançou o Programa Apollo.

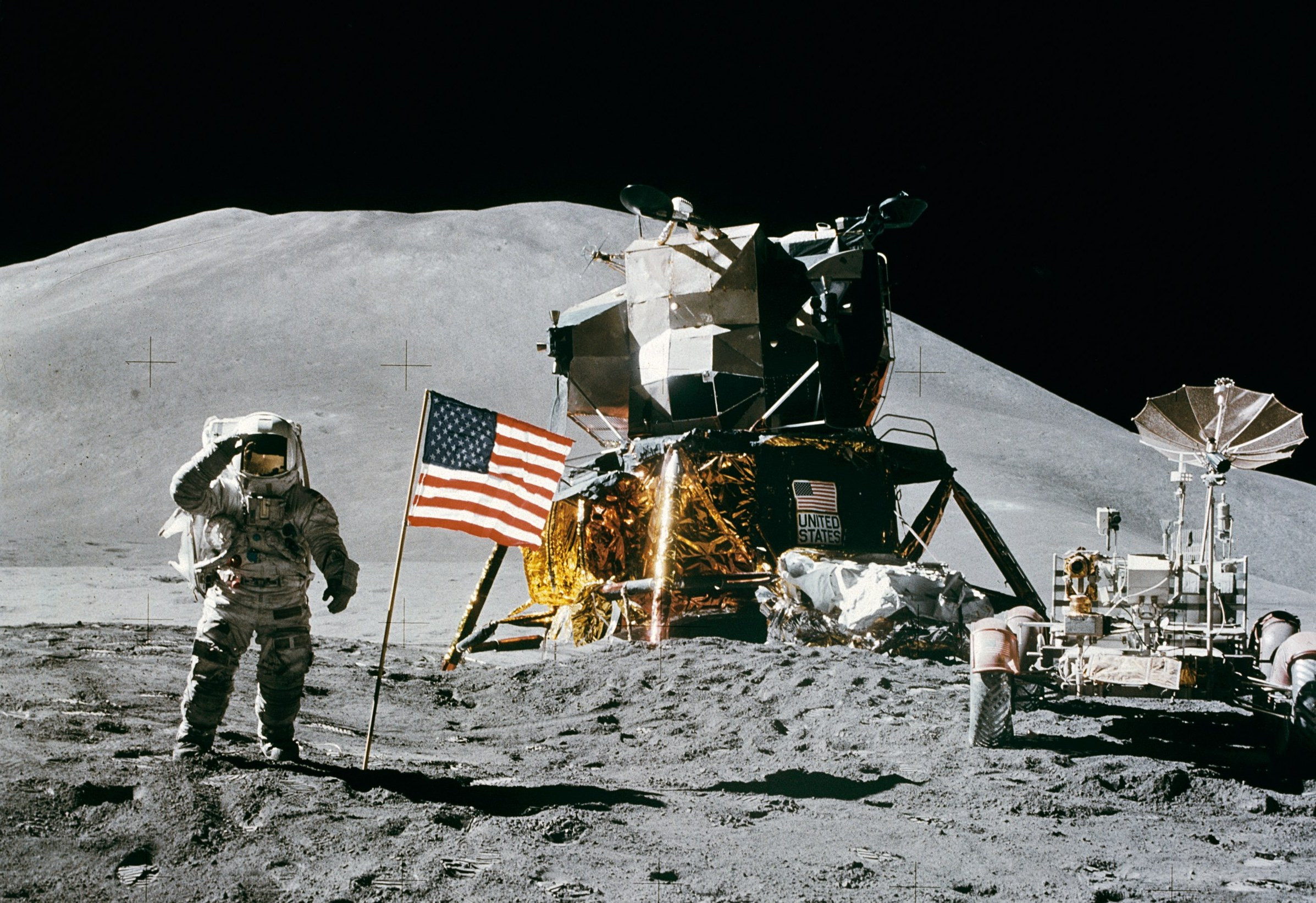
O astronauta James Irwin caminha sobre a Lua próximo ao módulo de aterrissagem e o rover lunar da Apollo 15, em 1971. Os Estados Unidos são o único país que enviou missões tripuladas à superfície lunar

O projeto Apollo foi um dos programas científicos estadunidenses mais caros de todos os tempos. Custou mais de 20 bilhões de dólares na década de 1960 ou cerca de 225 bilhões de dólares em valores atuais. (Em comparação, o Projeto Manhattan custou cerca de 28,8 bilhões de dólares, contabilizando a inflação.) Ele usava os foguetes Saturno como veículos de lançamento, que eram muito maiores do que os foguetes construídos para projetos anteriores. A espaçonave também era maior; tinha duas partes principais, o Módulo de Comando e Serviço Apollo (CSM, sigla em inglês) e o Módulo Lunar Apollo (LM), que deveria ser deixado na Lua, sendo que apenas o módulo de comando (CM), contendo os três astronautas, retornaria à Terra.
A segunda missão tripulada, a Apollo 8, trouxe astronautas pela primeira vez em um voo ao redor da Lua em dezembro de 1968. Pouco antes, os soviéticos haviam enviado uma espaçonave não tripulada ao redor da Lua. Nas duas missões seguintes, manobras de atracação que eram necessárias para o pouso na Lua foram praticadas e, finalmente, o pouso na Lua foi feito na missão Apollo 11 em julho de 1969.
A primeira pessoa a andar na Lua foi Neil Armstrong, que foi seguido 19 minutos depois por Buzz Aldrin, enquanto Michael Collins orbitava acima. Cinco missões Apollo subsequentes também pousaram astronautas na Lua, a última em dezembro de 1972. Ao longo desses seis voos espaciais da Apollo, doze homens caminharam na Lua. Essas missões retornaram uma riqueza de dados científicos e 381,7 kg de amostras lunares. Os tópicos cobertos por experimentos realizados incluíram mecânica dos solos, meteoroides, sismologia, fluxo de calor, alcance lunar, campos magnéticos e vento solar. O pouso na Lua marcou o fim da corrida espacial; e como um gesto, Armstrong mencionou a humanidade quando pisou na Lua.

#### Skylab (1965–1979)

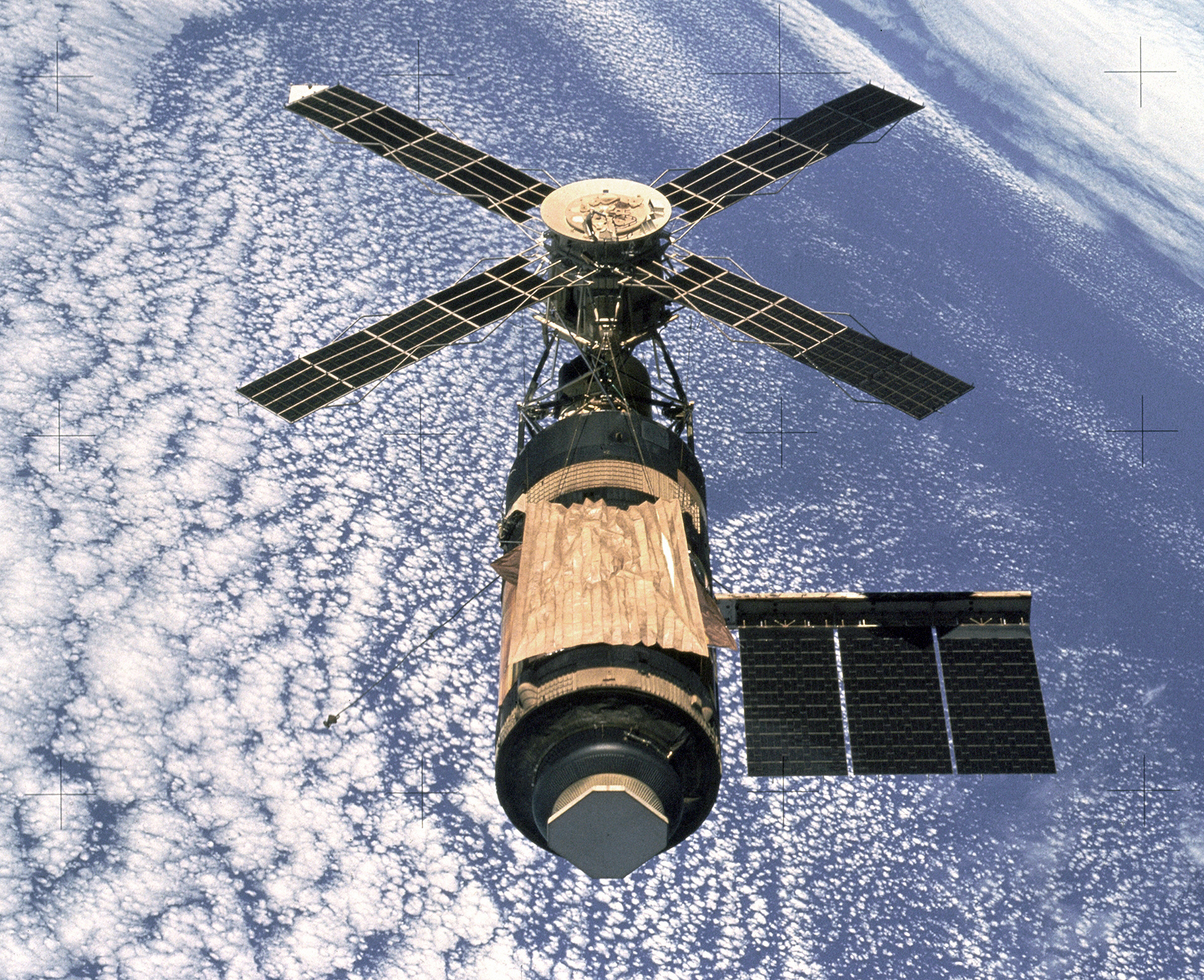
Skylab em órbita

O Skylab foi a primeira e única estação espacial construída de forma independente nos Estados Unidos. Concebida em 1965 como uma oficina a ser construída no espaço a partir de um estágio superior do Saturno IB gasto, a estação de 169 950 lb (77 088 kg) foi construída na Terra e lançada em 14 de maio de 1973, no topo dos dois primeiros estágios de um Saturno V, em uma órbita de 235 milhas náuticas (435 km) inclinada a 50° em relação ao equador. Danificado durante o lançamento pela perda de sua proteção térmica e um painel solar de geração de eletricidade, foi reparado para receber sua primeira tripulação. Foi ocupado por um total de 171 dias por três tripulações sucessivas em 1973 e 1974.
Incluía um laboratório para estudar os efeitos da microgravidade e um observatório solar. A NASA planejou uma doca do ônibus espacial e elevar o Skylab a uma altitude segura mais alta, mas o ônibus espacial não estava pronto para voar antes da reentrada do Skylab em 11 de julho de 1979.
Para reduzir o custo, a NASA usou um dos foguetes Saturno V originalmente reservados para uma missão cancelada do Programa Apollo para lançar o Skylab. As espaçonaves Apollo foram usadas para transportar astronautas de e para a estação. Três tripulações de três homens permaneceram a bordo da estação por períodos de 28, 59 e 84 dias. O volume habitável do Skylab era de 11 290 pés cúbicos (320 m³), que era 30,7 vezes maior do que o Módulo de Comando Apollo.

#### Apollo-Soyuz (1972-1975)

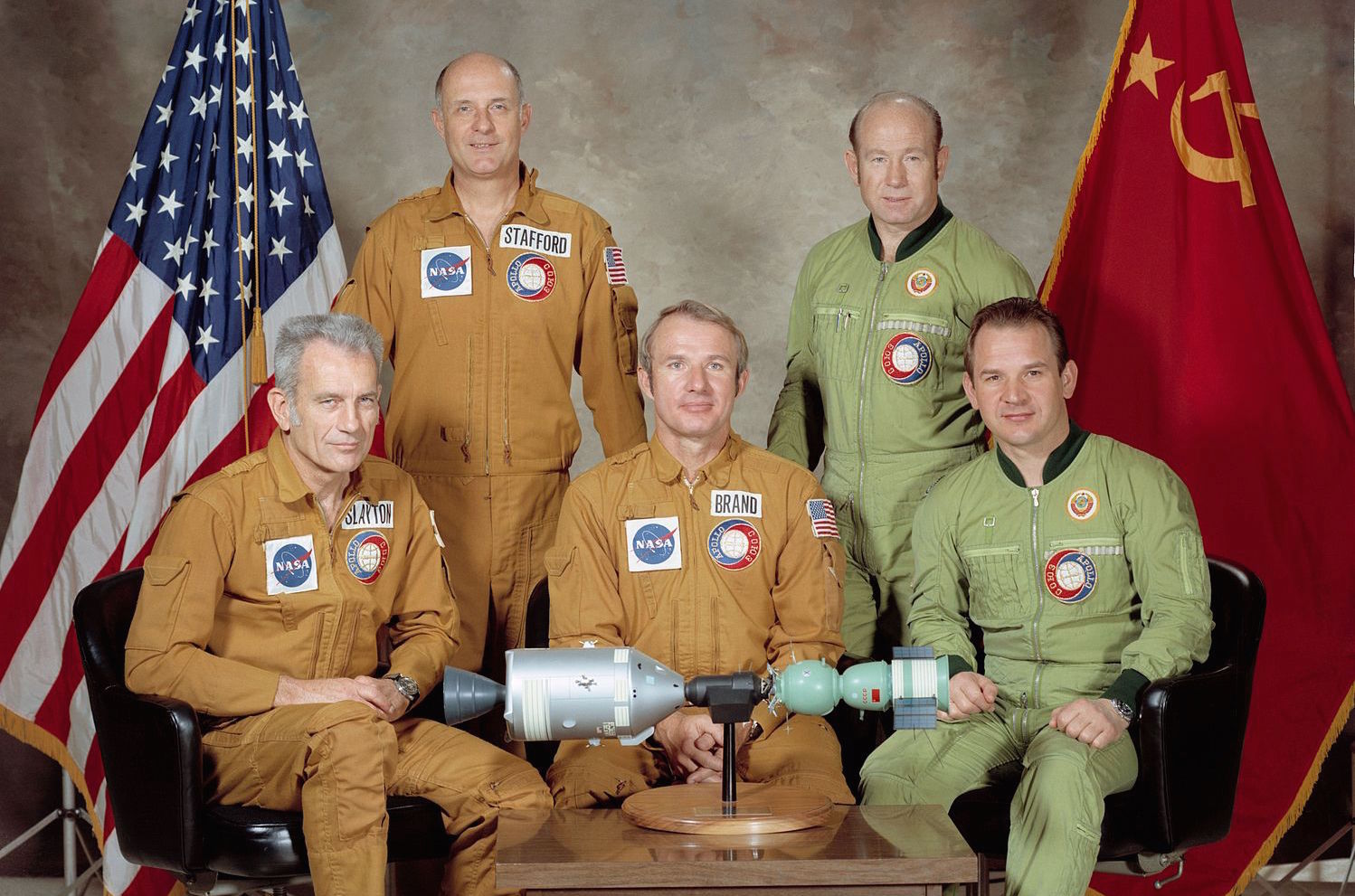
Tripulações soviética e estadunidense com modelo de nave espacial, 1975

Em 24 de maio de 1972, o então presidente estadunidense Richard M. Nixon e o primeiro-ministro soviético Alexei Kosygin assinaram um acordo convocando uma missão espacial tripulada conjunta e declarando a intenção de que todas as futuras naves espaciais tripuladas internacionais fossem capazes de acoplar umas às outras. Isso autorizou o Projeto de Teste Apollo–Soyuz (ASTP, sigla em inglês), envolvendo o encontro e acoplamento na órbita da Terra de um módulo de comando e serviço da Apollo excedente com uma espaçonave Soyuz. A missão ocorreu em 17 de julho de 1975. Este foi o último voo espacial humano dos Estados Unidos até o primeiro voo orbital do ônibus espacial em abril de 1981.
A missão incluiu experimentos científicos conjuntos e separados e forneceu experiência útil de engenharia para futuros voos espaciais conjuntos entre Estados Unidos e Rússia (Estado sucessor da União Soviética), como o programa Shuttle-Mir e a Estação Espacial Internacional. Simbolicamente, o acoplamento Apollo–Soyuz marcou o fim da corrida espacial.

### Voos espaciais tripulados modernos

#### Ônibus espacial (1972–2011)

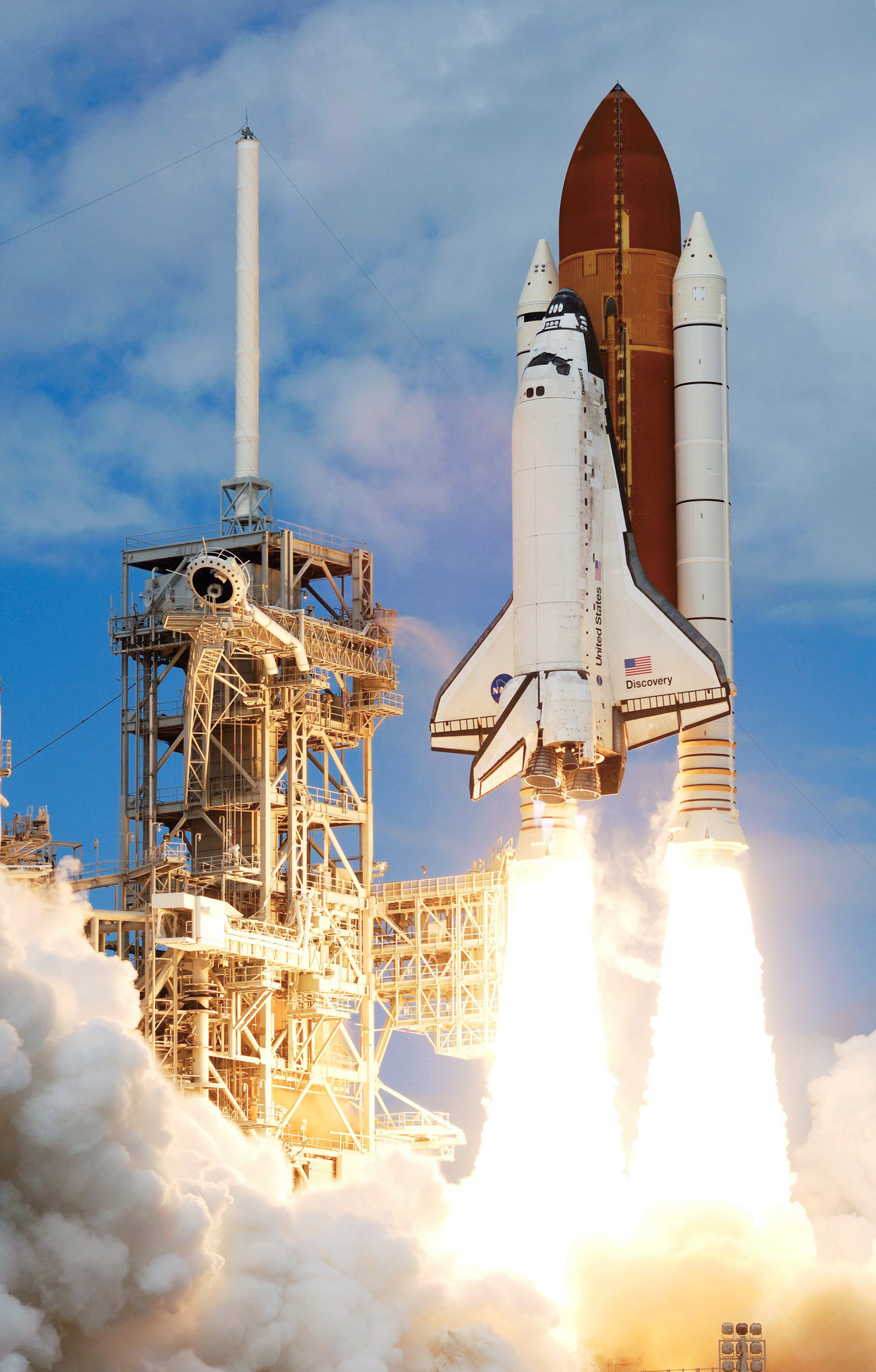
Lançamento do Discovery na missão STS-120

O ônibus espacial se tornou o principal foco da NASA no final dos anos 1970 e 1980. Originalmente planejado como um veículo totalmente reutilizável, o projeto foi alterado para usar um tanque de propelente externo descartável para reduzir o custo de desenvolvimento, e quatro orbitadores do ônibus espacial foram construídos em 1985. O primeiro a ser lançado, Columbia, o fez em 12 de abril, 1981, o 20º aniversário do primeiro voo espacial humano.
Seus principais componentes eram um avião espacial orbitador com um tanque de combustível externo e dois foguetes de lançamento de combustível sólido ao lado. O tanque externo, maior do que a própria espaçonave, era o único componente importante que não era reutilizado. O ônibus espacial podia orbitar em altitudes de 185-643 km (115-400 milhas) e transportar uma carga útil máxima (para órbita baixa) de 24 400 kg (54 000 lb). As missões podiam durar de 5 a 17 dias e as tripulações podiam ter de dois a oito astronautas.
Em 20 missões (1983–1998), o ônibus espacial transportou o Spacelab, projetado em cooperação com a Agência Espacial Europeia (ESA). O Spacelab não foi projetado para voos orbitais independentes, mas permaneceu no compartimento de carga do ônibus espacial enquanto os astronautas entravam e saíam por uma eclusa de descompressão. Em 18 de junho de 1983, Sally Ride se tornou a primeira mulher americana no espaço, a bordo do Challenger durante a missão STS-7. Outra famosa série de missões foi o lançamento e, posteriormente, o reparo bem-sucedido do Telescópio Espacial Hubble em 1990 e 1993, respectivamente.
A frota de ônibus espaciais perdeu dois orbitadores e 14 astronautas em dois desastres: o Challenger em 1986 e o Columbia em 2003. Enquanto a perda de 1986 foi mitigada pela construção do ônibus espacial Endeavour a partir de peças de reposição, a NASA não construiu outro orbitador para substituir a segunda perda. O programa do ônibus espacial da NASA tinha 135 missões quando terminou com o pouso bem-sucedido do ônibus espacial Atlantis no Centro Espacial Kennedy em 21 de julho de 2011. O programa durou 30 anos com mais de 300 astronautas enviados ao espaço.

#### Estação Espacial Internacional (1993–presente)

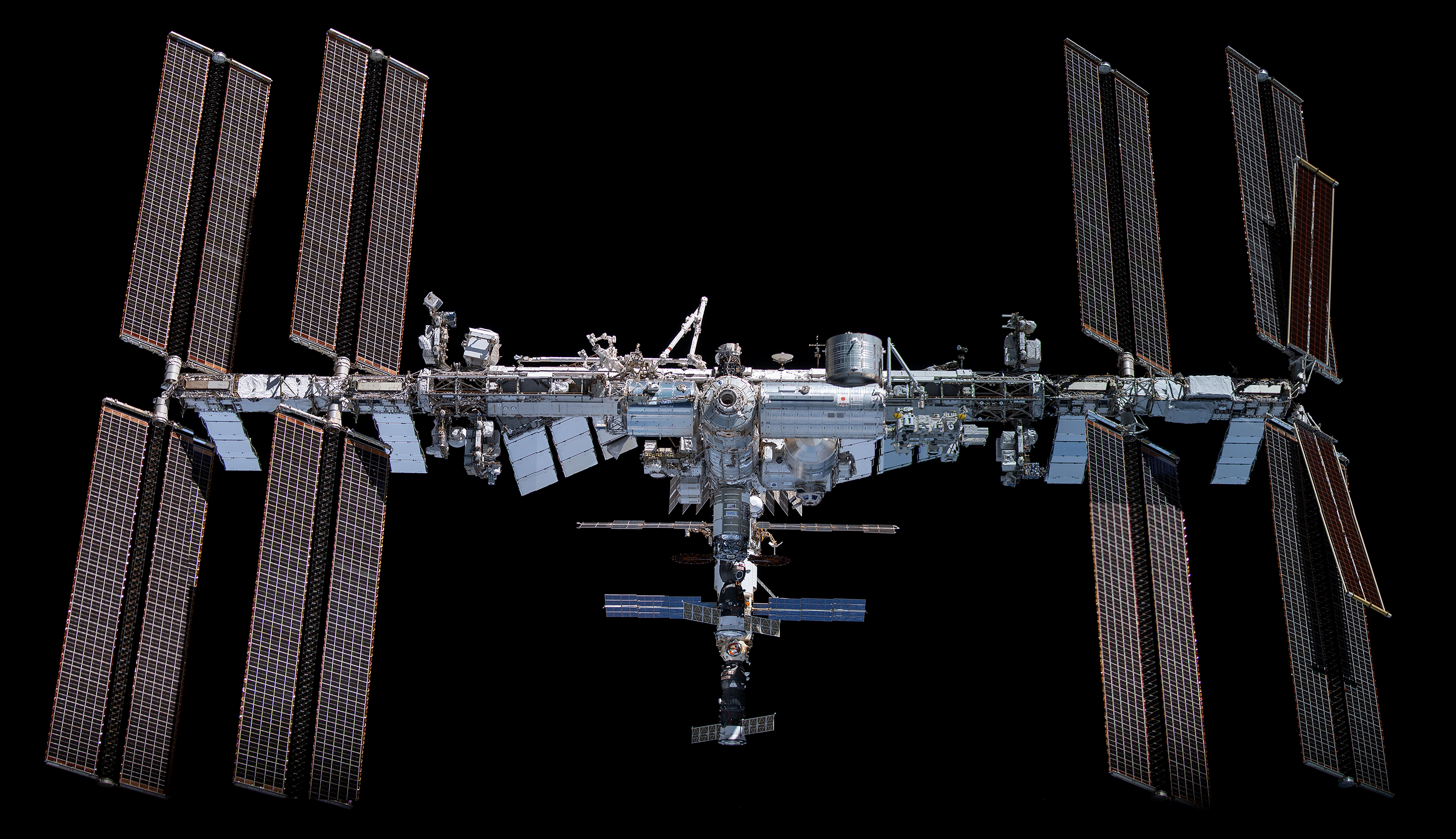
A Estação Espacial Internacional em órbita em novembro de 2021

A Estação Espacial Internacional (EEI) combina o projeto da estação espacial Freedom da NASA com a estação soviética/russa Mir-2, a estação europeia Columbus e o módulo de laboratório japonês Kibō. [68] A NASA planejou originalmente na década de 1980 desenvolver sozinha a Freedom, mas as restrições orçamentárias levaram à fusão desses projetos em um único programa multinacional em 1993, administrado pela NASA, a Agência Espacial Federal Russa (RKA), a Agência Japonesa de Exploração Aeroespacial (JAXA), a Agência Espacial Europeia (ESA) e a Agência Espacial Canadense (CSA). A estação consiste em módulos pressurizados, treliças externas, painéis solares e outros componentes, que foram fabricados ao redor do mundo e foram lançados pelos foguetes russos Proton e Soyuz e os ônibus espaciais estadunidenses. A montagem em órbita começou em 1998, a conclusão do Segmento Orbital dos EUA ocorreu em 2019 e a conclusão do Segmento Orbital Russo ocorreu em 2010, embora haja alguns debates sobre se novos módulos devem ser adicionados ao segmento. A propriedade e o uso da estação espacial são estabelecidos em tratados e acordos intergovernamentais que dividem a estação em duas áreas e permitem que a Rússia retenha a propriedade total do Segmento Orbital Russo (com exceção do Zarya), com o segmento orbital dos EUA alocado entre os outros parceiros internacionais.

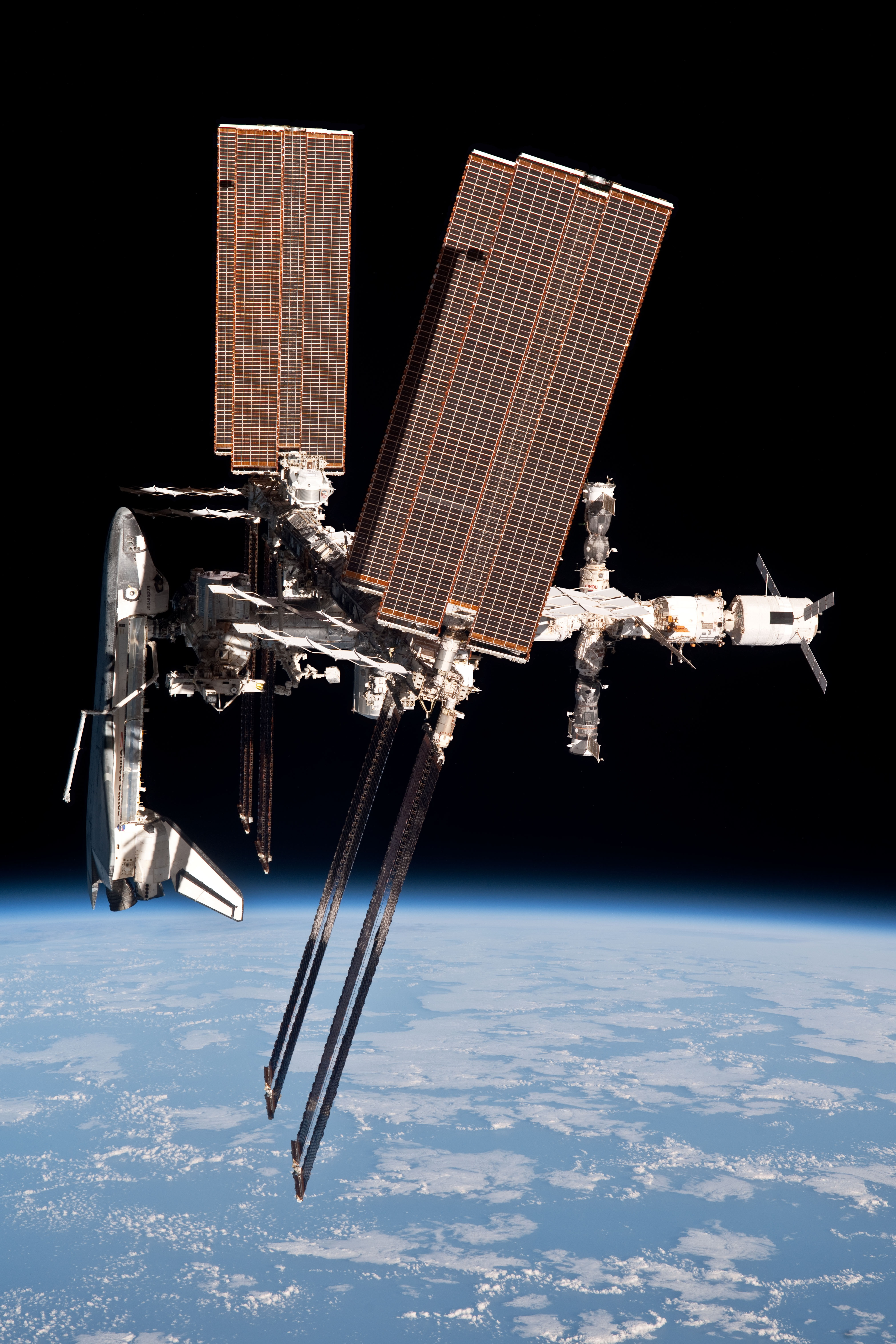
Ônibus espacial Endeavour, ATV-2, Soyuz TMA-21 e Progress M-10M ancorados na EEI, conforme visto da Soyuz TMA-20

As missões de longa duração à EEI são chamadas de expedições. Os membros da tripulação da expedição normalmente passam cerca de seis meses na EEI. O tamanho inicial da tripulação da expedição era de três pessoas, temporariamente reduzido para dois após o desastre do Columbia. Desde maio de 2009, o tamanho da tripulação de expedição era de seis membros, o que deverá ser aumentado para sete, o número para o qual a EEI foi projetada, uma vez que o Programa de Tripulações Comerciais se torne operacional. A EEI está continuamente ocupada há 21 anos, tendo superado o recorde anterior da Mir; e foi visitada por astronautas e cosmonautas de 15 nações diferentes.
A estação pode ser vista a partir da Terra a olho nu e, em 2021, era o maior satélite artificial na órbita terrestre com massa e volume maiores do que qualquer estação espacial anterior. A espaçonave Soyuz entrega os membros da tripulação, fica atracada para as missões de meio ano e os leva de volta para casa. Várias naves espaciais de carga sem tripulação fornecem serviço para a EEI; eles são a espaçonave russa Progress, que tem feito isso desde 2000, o Veículo de Transferência Automatizado (ATV) europeu desde 2008, o Veículo de Transferência H-II (HTV) japonês desde 2009, o SpaceX Dragon de 2012 a 2020 e a espaçonave estadunidense Cygnus desde 2013. O ônibus espacial, antes de sua aposentadoria, também era usado para transferência de carga e frequentemente trocava membros da tripulação da expedição, embora não tivesse a capacidade de permanecer atracado durante sua estada. Até que outra nave espacial com tripulação dos Estados Unidos esteja pronta, os membros da tripulação viajarão de e para a Estação Espacial Internacional exclusivamente a bordo da Soyuz. O maior número de pessoas ocupando a EEI foi treze; isso ocorreu três vezes durante as últimas missões de montagem.
Em 29 de março de 2019, a EEI estava programada para ter sua primeira caminhada espacial exclusivamente feminina, mas foi adiada; Jessica Meir e Christina Koch realizaram a primeira caminhada espacial exclusivamente feminina em 18 de outubro, como parte de uma longa série de atualizações nos sistemas de energia e observatórios de física da EEI. O programa EEI deve continuar ativo até 2030.

#### Programa Constellation (2005–2010)

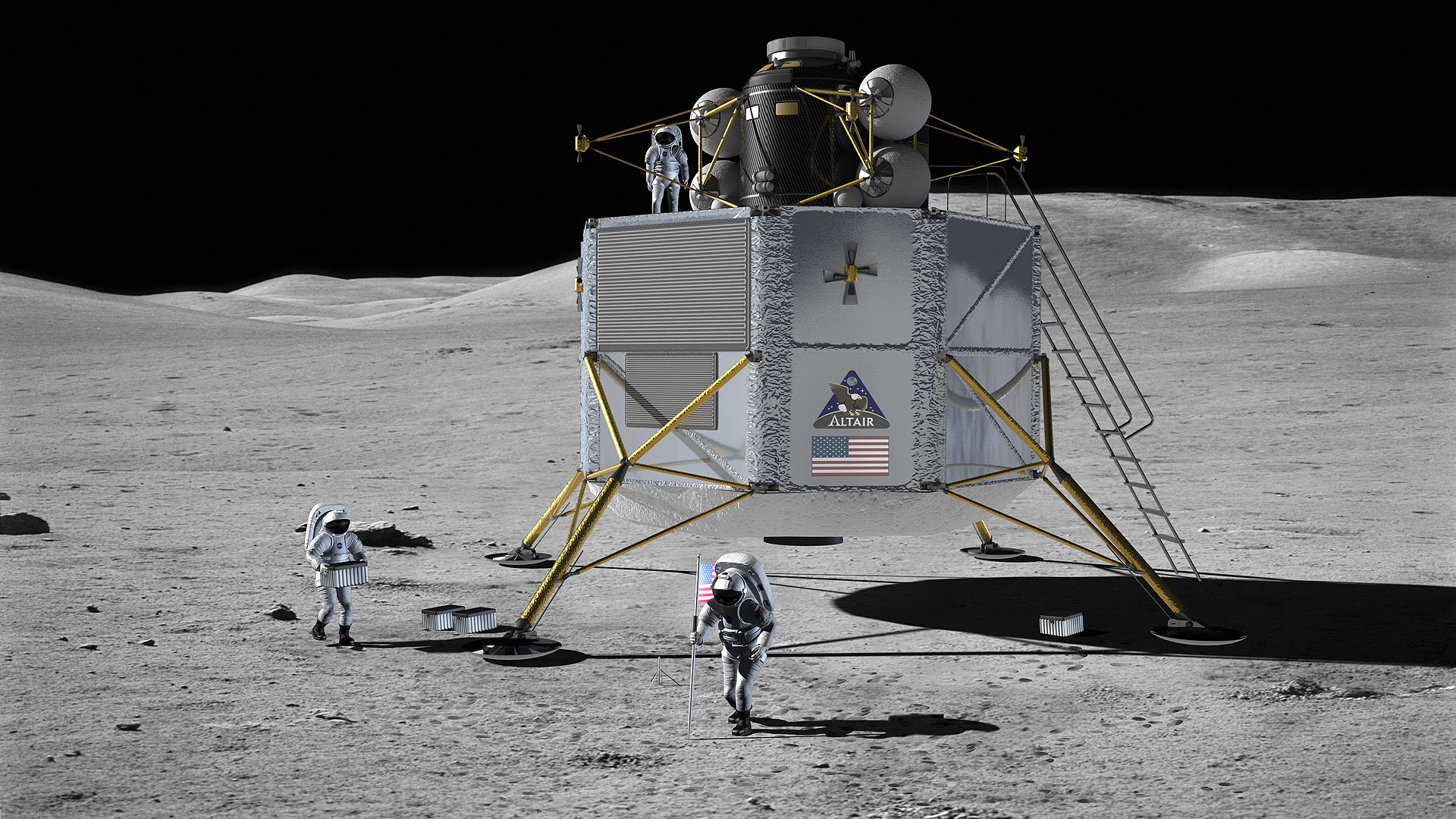
Renderização artística do módulo de pouso Altair na Lua

Enquanto o programa do ônibus espacial ainda estava suspenso após a perda do Columbia, o presidente George W. Bush anunciou a Vision for Space Exploration, que incluía a aposentadoria do ônibus espacial após concluir a Estação Espacial Internacional. O plano foi transformado em lei pelo NASA Authorization Act de 2005 e orienta a NASA a desenvolver e lançar o Veículo de Exploração Tripulado (mais tarde chamado de Orion) em 2010, retornar os estadunidenses à Lua em 2020, pousar em Marte se possível, reparar o Telescópio Espacial Hubble e continuar a investigação científica através da exploração robótica do Sistema Solar, da presença humana na Estação Espacial Internacional, na observação da Terra e na pesquisa astrofísica. Os objetivos de exploração tripulados levaram ao programa Constellation da NASA.
Em 4 de dezembro de 2006, a NASA anunciou que estava planejando uma base lunar permanente. O objetivo era começar a construir a base em 2020 e, em 2024, ter uma base totalmente funcional que permitiria a rotação da tripulação e a utilização de recursos in-situ. No entanto, em 2009, um comitê do Congresso dos Estados Unidos concluiu que o programa estava em uma "trajetória insustentável". Em fevereiro de 2010, a administração do presidente Barack Obama propôs eliminar os fundos públicos para o projeto.

#### Programa de Tripulações Comerciais (2011-presente)

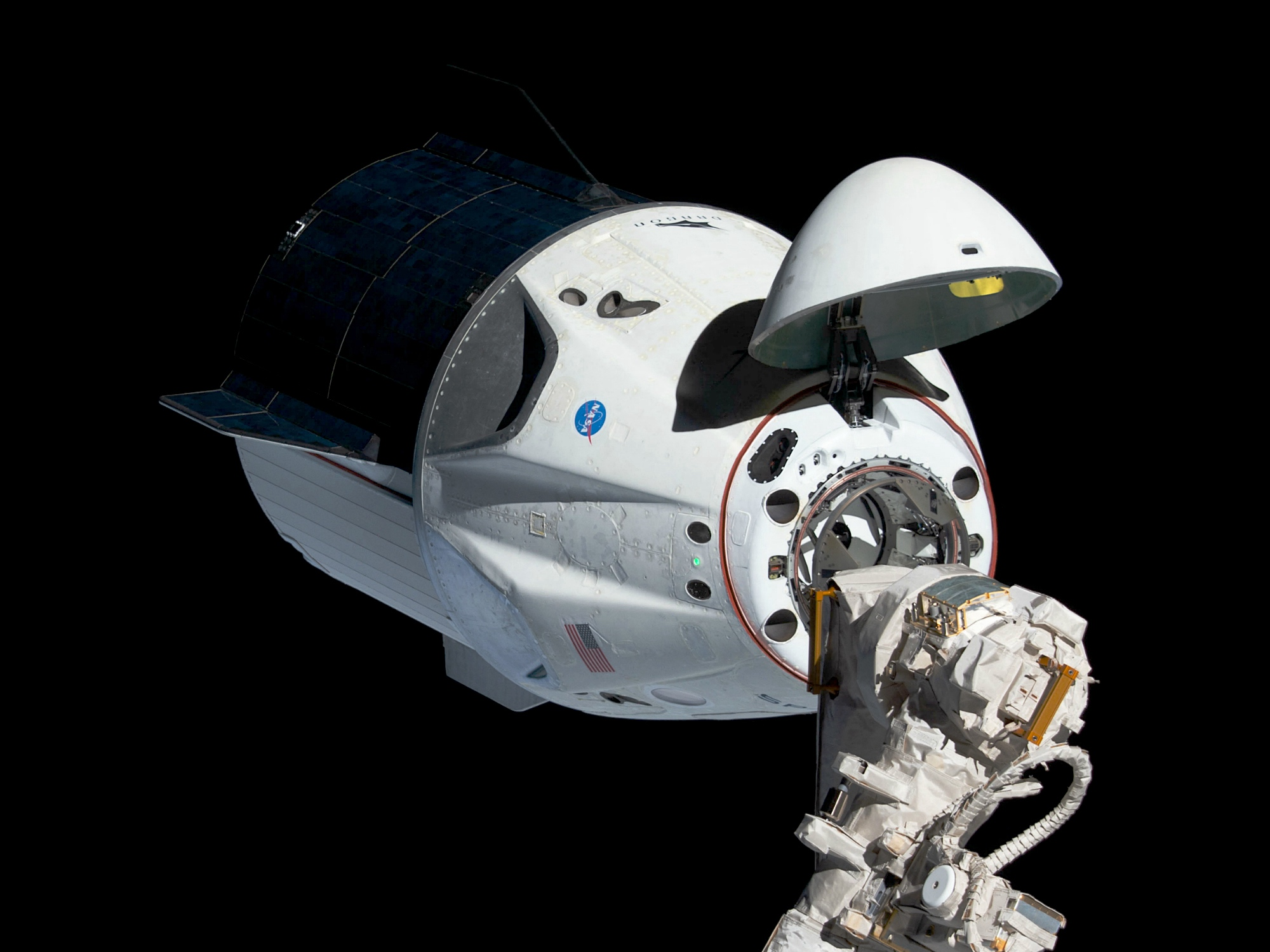
O Crew Dragon se aproximando da Estação Espacial Internacional

O Programa de Tripulações Comerciais (CCP, sigla em inglês) fornece serviço de transporte de tripulação operado comercialmente de e para a Estação Espacial Internacional (EEI) sob contrato com a NASA, conduzindo rotações de tripulação entre as expedições do programa da EEI. A fabricante aeroespacial estadunidense SpaceX começou a fornecer serviços em 2020, usando a espaçonave Crew Dragon, e a NASA planeja adicionar a Boeing quando sua espaçonave Boeing Starliner entrar em operação algum tempo depois de 2022.
A espaçonave pertence e é operada pelo vendedor e o transporte da tripulação é fornecido à NASA como um serviço comercial. Cada missão envia até quatro astronautas para a EEI, com opção para um quinto passageiro disponível. Os voos operacionais ocorrem aproximadamente uma vez a cada seis meses para missões que duram aproximadamente seis meses. Uma espaçonave permanece ancorada na EEI durante sua missão, e as missões geralmente se sobrepõem por pelo menos alguns dias. Entre a aposentadoria do ônibus espacial em 2011 e a primeira missão operacional do CCP em 2020, a NASA contou com o programa Soyuz para transportar seus astronautas para a EEI.
Uma espaçonave Crew Dragon é lançada ao espaço no topo de um veículo de lançamento Falcon 9 e a cápsula retorna à Terra através de um mergulho no Oceano Atlântico. A primeira missão operacional do programa, SpaceX Crew-1, foi lançada em 16 de novembro de 2020. A espaçonave Boeing Starliner participará após seu voo de teste final, lançado no topo de um Atlas V N22 ou veículo de lançamento Vulcan Centaur. Em vez de cair no oceano, uma cápsula Starliner retornará à terra com airbags em um dos quatro locais designados no oeste dos Estados Unidos.

#### Programa Artemis (2017-presente)

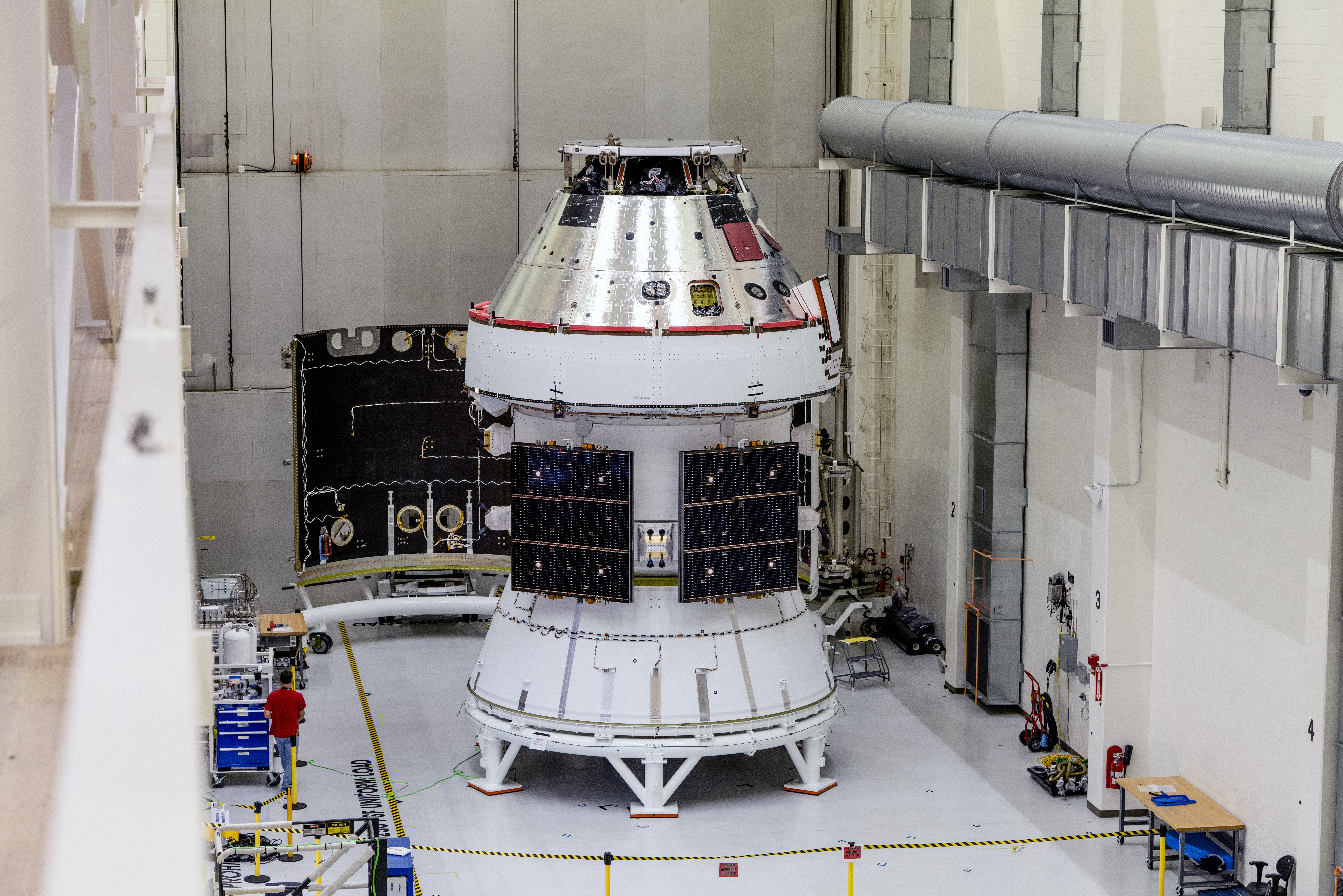
A espaçonave Orion

Desde 2017, o programa de voos espaciais tripulados da NASA tem sido o programa Artemis, que envolve a ajuda de empresas privadas de voos espaciais comerciais dos Estados Unidos e parceiros internacionais, como ESA, JAXA e CSA. O objetivo deste programa é pousar "a primeira mulher e o próximo homem" na região do polo sul lunar até 2024. Artemis seria o primeiro passo em direção ao objetivo de longo prazo de estabelecer uma presença sustentável na Lua, lançando as bases para que empresas privadas construam uma economia lunar e, eventualmente, enviem humanos a Marte. A espaçonave Orion foi adiado do programa Constellation, que foi cancelado, para o projeto Artemis. O Artemis 1 é o lançamento inicial desengatado do Sistema de Lançamento Espacial (SLS) que também enviaria uma espaçonave Orion em uma órbita retrógrada distante.
A próxima grande iniciativa espacial da NASA será a construção da estação espacial Lunar Gateway. Esta iniciativa envolverá a construção de uma nova estação espacial, que terá muitas características em comum com a atual Estação Espacial Internacional, exceto que estará em órbita ao redor da Lua, ao invés da Terra. Esta estação espacial será projetada principalmente para habitação humana não contínua. Os primeiros passos provisórios para retornar às missões lunares tripuladas serão Artemis 2, que incluirá o módulo de tripulação Orion, impulsionado pelo SLS, planejado para ser lançado em setembro de 2025. Esta missão é para ser uma missão de 10 dias planejada para colocar brevemente uma tripulação de quatro pessoas em um sobrevoo lunar.

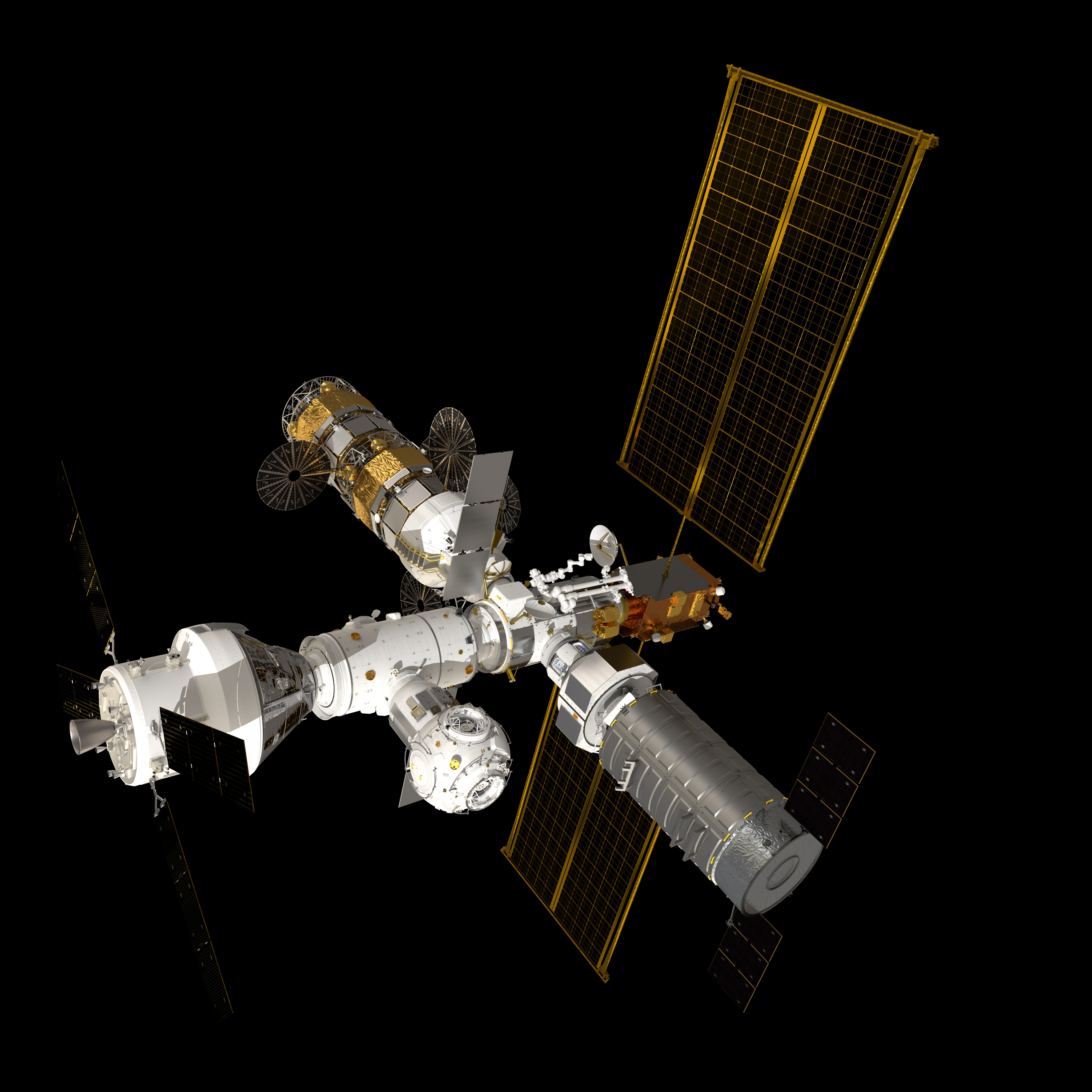
Projeto da estação espacial Lunar Gateway

A construção do Lunar Gateway começaria com o Artemis 3, que está planejado para entregar uma tripulação de quatro pessoas à órbita lunar junto com os primeiros módulos do Lunar Gateway. Essa missão duraria até 30 dias. A NASA planeja construir habitats em grande escala no espaço profundo, como o Lunar Gateway e o Nautilus-X, como parte de seu programa Next Space Technologies for Exploration Partnerships (NextSTEP). Em 2017, a NASA foi orientada pelo NASA Transition Authorization Act de 2017 para levar humanos à órbita de Marte (ou à superfície marciana) até 2030.
Em 16 de abril de 2021, a NASA anunciou que havia selecionado a SpaceX Lunar Starship como seu sistema de pouso humano. O foguete do Sistema de Lançamento Espacial da agência lançará quatro astronautas a bordo da espaçonave Orion para sua jornada de vários dias à órbita lunar, onde serão transferidos para a nave espacial da SpaceX para a etapa final de sua jornada à superfície da Lua.

## Satélites, sondas, rovers, veículos de lançamento
A NASA conduziu muitos programas de voos espaciais robóticos e não tripulados ao longo de sua história. Programas robóticos lançaram os primeiros satélites artificiais estadunidenses na órbita terrestre para fins científicos e de comunicação, além de terem enviado sondas científicas para explorar os planetas do Sistema Solar, começando com Vênus e Marte, e incluindo "grandes viagens" aos planetas exteriores. Mais de 1 000 missões não planejadas foram projetadas para explorar a Terra e o Sistema Solar.

### Terra, Lua e ponto L2

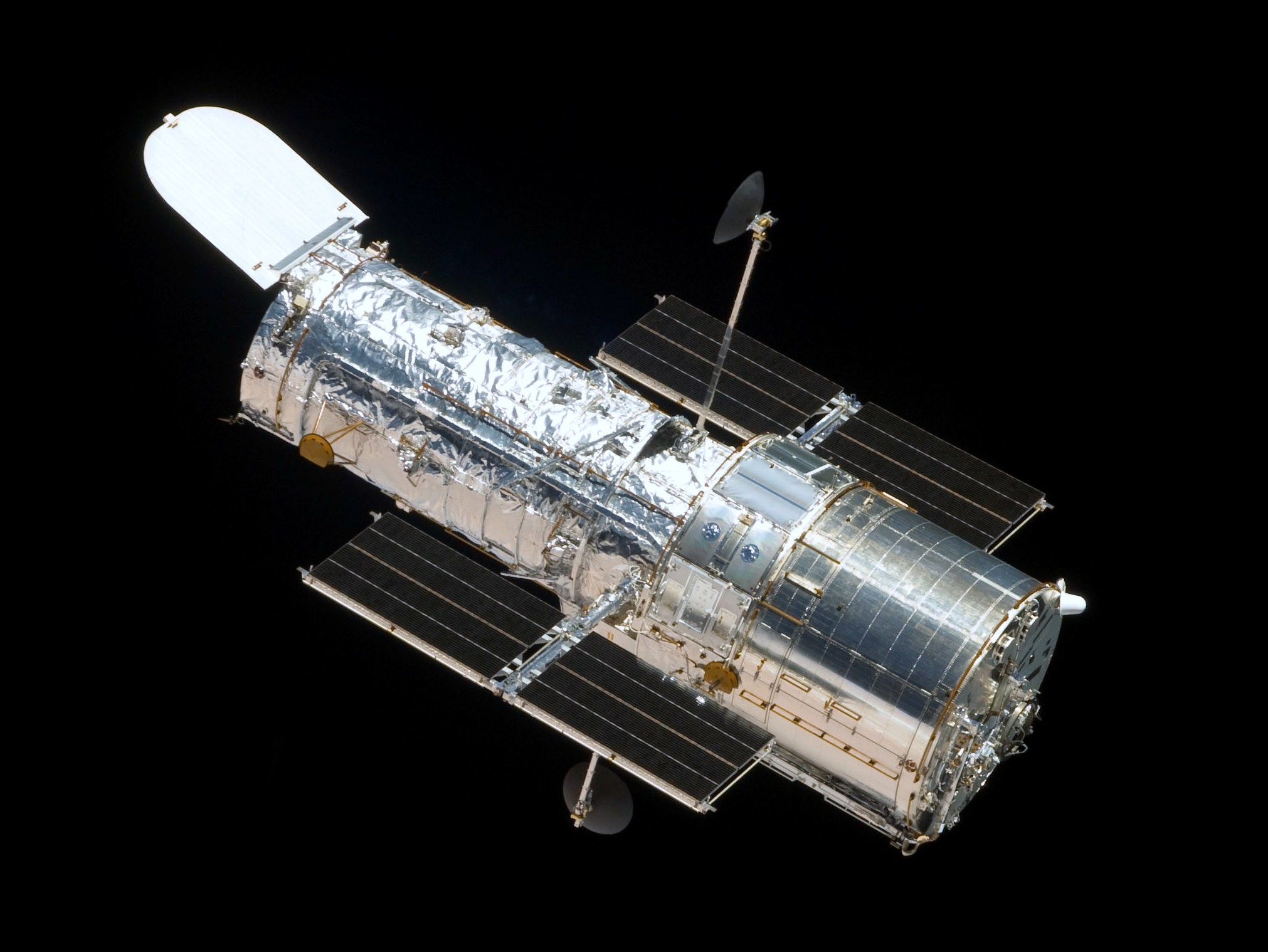
Telescópio Espacial Hubble em órbita

Além da exploração, os satélites de comunicação também foram lançados pela NASA. As espaçonaves foram lançadas diretamente da Terra ou de ônibus espaciais em órbita, que poderiam lançar o próprio satélite ou com um estágio de foguete para levá-lo mais longe. O primeiro satélite norte-americano não tripulado foi o Explorer 1, que começou como um projeto ABMA/JPL durante a primeira parte da corrida espacial. Foi lançado em janeiro de 1958, dois meses após o Sputnik. Na criação da NASA, o projeto Explorer foi transferido para a agência e continua até hoje. Suas missões têm se concentrado na Terra e no Sol, medindo campos magnéticos e o vento solar, entre outros aspectos. Um satélite mais recente da Terra, não relacionado ao programa Explorer, foi o Telescópio Espacial Hubble, que foi colocado em órbita em 1990.
Cygnus e Cargo Dragon são usados para reabastecer a Estação Espacial Internacional (EEI) como parte do programa Commercial Resupply Services (CRS) da NASA a partir de 2020. A Cygnus é fabricada pela Northrop Grumman e lançado no foguete Antares. A Cargo Dragon é fabricada pela SpaceX e lançado na variante Bloco 5 do Falcon 9. O SpaceX Dragon, também lançado no Falcon 9, foi usado para reabastecer a EEI de 2010 a 2020. O Telescópio Espacial James Webb (JWST) está programado para ser lançado em novembro de 2021 em um foguete Ariane 5. Ele será colocado em uma órbita de halo circulando o ponto L2 Sol-Terra.

### Sistema Solar interno (incluindo Marte)

Autorretrato do rover Perseverance na superfície de Marte em setembro de 2021

O Sistema Solar interno tornou-se o objetivo de pelo menos quatro programas não elaborados. O primeiro foi o Programa Mariner nas décadas de 1960 e 1970, que fez várias visitas a Vênus e Marte e uma a Mercúrio. As sondas lançadas no programa Mariner foram também as primeiras a fazer um sobrevoo planetário (Mariner 2), a tirar as primeiras fotos de outro planeta (Mariner 4), o primeiro orbitador planetário (Mariner 9) e o primeiro a fazer uma manobra de auxílio gravitacional (Mariner 10). Esta é uma técnica em que o satélite aproveita a gravidade e a velocidade dos planetas para chegar ao seu destino.
O primeiro pouso bem-sucedido em Marte foi feito pela Viking 1 em 1976. Vinte anos depois, um rover pousou em Marte pela Mars Pathfinder. Em 26 de novembro de 2011, a missão Mars Science Laboratory da NASA foi lançada com sucesso para Marte. O rover Curiosity pousou com sucesso em Marte em 6 de agosto de 2012 e, posteriormente, começou sua busca por evidências de vida passada ou presente em Marte. No horizonte dos planos da NASA está a espaçonave MAVEN como parte do Programa de Exploração de Marte para estudar a atmosfera marciana. As investigações em andamento da NASA incluem pesquisas aprofundadas de Marte (Perseverance e InSight).

### Sistema Solar externo

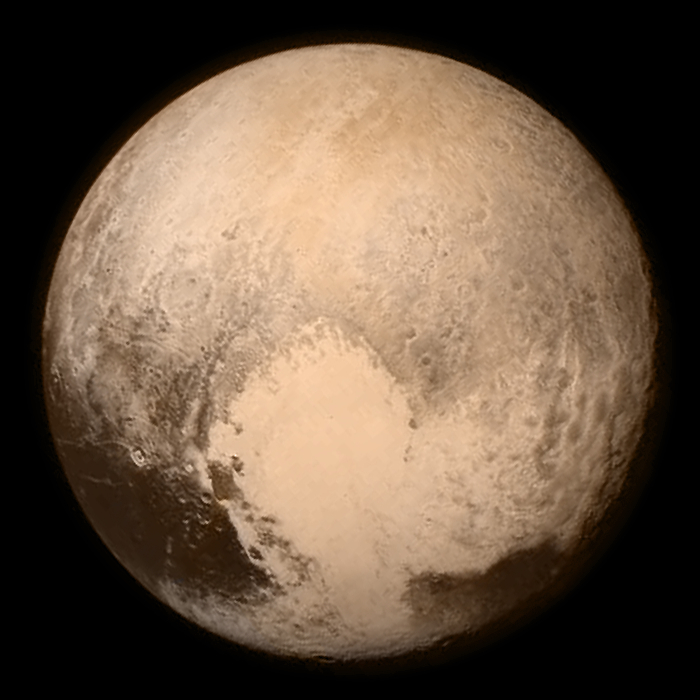
Fotografia de Plutão feita pela sonda New Horizons em 13 de julho de 2015

Fora de Marte, Júpiter foi visitado pela primeira vez pela Pioneer 10 em 1973. Mais de 20 anos depois, a Galileo enviou uma sonda na atmosfera do planeta e se tornou a primeira espaçonave a orbitar o planeta. A Pioneer 11 se tornou a primeira espaçonave a visitar Saturno em 1979, com a Voyager 2 fazendo as primeiras (e até agora as únicas) visitas a Urano e Netuno em 1986 e 1989, respectivamente. A primeira espaçonave a deixar o sistema solar foi a Pioneer 10 em 1983. Por um tempo foi a espaçonave mais distante, mas desde então foi superada pela Voyager 1 e Voyager 2.
Os Pioneers 10 e 11 e ambas as sondas Voyager carregam mensagens da Terra para a vida extraterrestre. A comunicação pode ser difícil com viagens espaciais profundas. Por exemplo, levou cerca de três horas para um sinal de rádio chegar à espaçonave New Horizons quando estava mais da metade do caminho para Plutão. O contato com a Pioneer 10 foi perdido em 2003. Ambas as sondas Voyager continuam a operar enquanto exploram a fronteira externa entre o Sistema Solar e o espaço interestelar.
A missão New Horizons para Plutão foi lançada em 2006 e realizou com sucesso um sobrevoo do planeta anão em 14 de julho de 2015. A sonda recebeu uma assistência de gravidade de Júpiter em fevereiro de 2007, examinando algumas das luas internas de Júpiter e testando instrumentos a bordo durante o sobrevoo. Outras espaçonaves ativas são a Juno em Júpiter e a Dawn no cinturão de asteroides. A NASA continuou a apoiar a exploração in situ além do cinturão de asteroides, incluindo as travessias da Pioneer e da Voyager para a região trans-Plutão inexplorada e os orbitadores Galileo (1989–2003), Cassini-Huygens (1997–2017) e Juno (2011 – presente), que orbitam gigantes gasosos.

## Estrutura

### Liderança

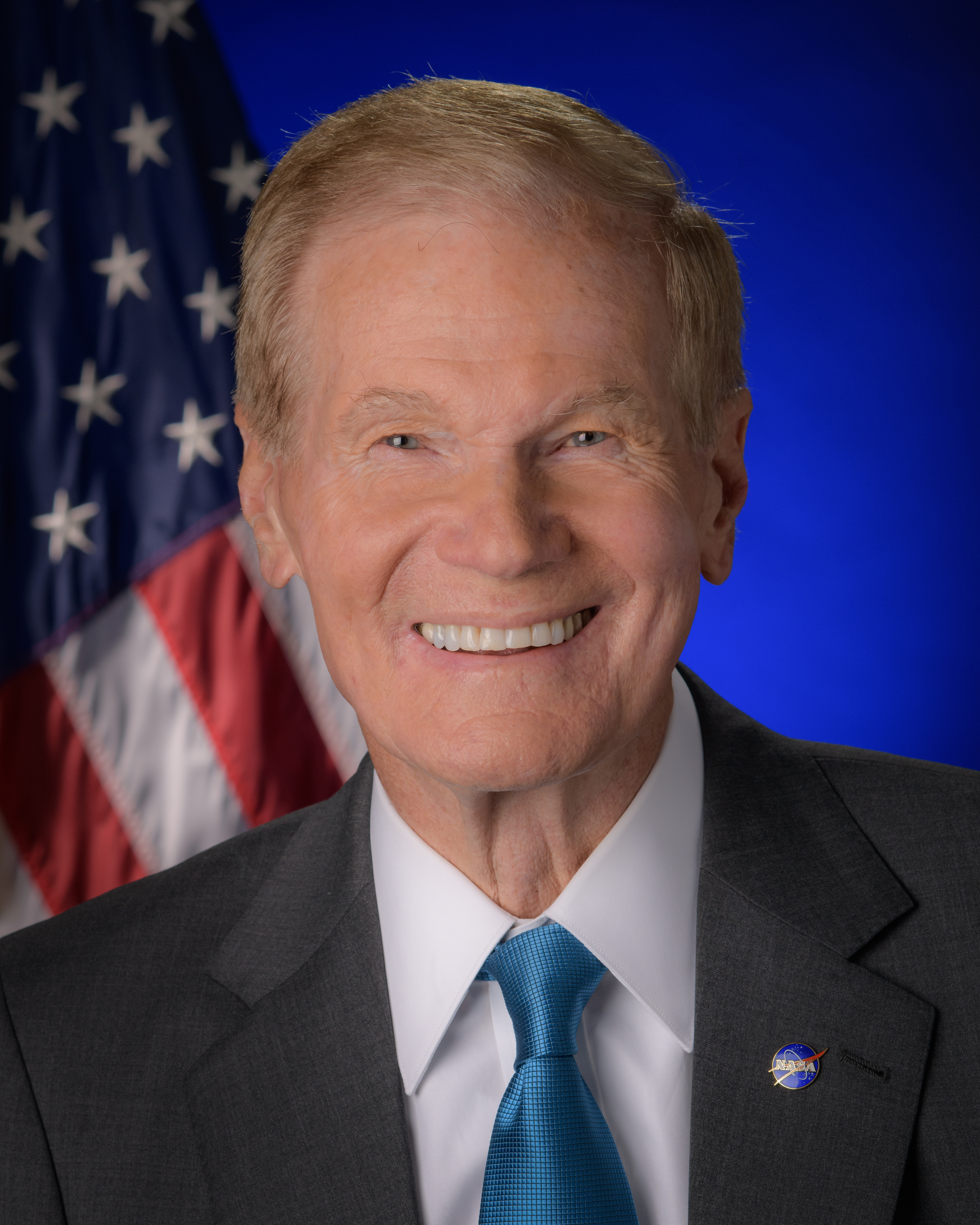
Administrador Bill Nelson

O líder da agência, o Administrador da NASA, é nomeado pelo Presidente dos Estados Unidos, sujeito à aprovação do Senado, e se reporta a ele ou a ela, servindo como consultor sênior de ciências espaciais. Embora a exploração do espaço seja ostensivamente apartidária, o nomeado geralmente está associado ao partido político do presidente (democrata ou republicano), e um novo administrador geralmente é escolhido quando a presidência muda de partido. As únicas exceções a isso foram:
- O democrata Thomas O. Paine, administrador interino do democrata Lyndon B. Johnson, permaneceu enquanto o republicano Richard Nixon tentava, mas não conseguia fazer uma de suas próprias escolhas para aceitar o cargo. Paine foi confirmado pelo Senado em março de 1969 e serviu até setembro de 1970.[108]
- O republicano James C. Fletcher, nomeado por Nixon e confirmado em abril de 1971, permaneceu até maio de 1977 no mandato do democrata Jimmy Carter.
- Daniel Goldin foi nomeado pelo republicano George H. W. Bush e permaneceu durante toda a administração do democrata Bill Clinton.
- Robert M. Lightfoot Jr., administrador associado do democrata Barack Obama, foi mantido como administrador interino pelo republicano Donald Trump até que a escolha de Trump, Jim Bridenstine, foi confirmada em abril de 2018.[109]
- Steve Jurczyk, administrador associado de Donald Trump, ocupou a cadeira do administrador até que o indicado do democrata Joe Biden, Bill Nelson, fosse confirmado.[110]

O primeiro administrador foi o Dr. T. Keith Glennan, nomeado pelo presidente republicano Dwight D. Eisenhower. Durante seu mandato, ele reuniu os projetos díspares na pesquisa de desenvolvimento espacial estadunidense.
A administração da agência está localizada na sede da NASA em Washington, DC, e fornece orientação e direção geral. Exceto em circunstâncias excepcionais, os funcionários do serviço público da NASA devem ser cidadãos dos Estados Unidos.

### Orçamento

Gráfico do orçamento da NASA entre 1958 e 2012

A participação da NASA no total do orçamento do governo federal dos Estados Unidos atingiu um pico de aproximadamente 4,41% em 1966 durante o programa Apollo, depois caiu rapidamente para aproximadamente 1% em 1975 e permaneceu nesse nível até 1998. A porcentagem então caiu gradualmente, até se estabilizar novamente em cerca de meio por cento em 2006 (estimado em 2012 em 0,48% do orçamento federal). Em uma audiência em março de 2012 do Comitê Científico do Senado dos Estados Unidos, o comunicador científico Neil deGrasse Tyson testemunhou: "No momento, o orçamento anual da NASA é meio centavo em seus impostos. Por duas vezes isso — um centavo por dólar — podemos transformar o país de uma nação taciturna e desanimada, cansada da luta econômica, em um país que reivindicou seu direito de nascença do século XX de sonhar com o amanhã".
Apesar disso, a percepção pública do orçamento da NASA difere significativamente: uma pesquisa de 1997 indicou que a maioria dos estadunidenses acreditava que 20% do orçamento federal ia para a NASA.
Para o ano fiscal de 2015, a NASA recebeu uma dotação de 18,01 bilhões de dólares do Congresso — 549 milhões a mais do que o solicitado e aproximadamente 350 milhões a mais do que o orçamento da NASA de 2014 aprovado pelo Congresso. No ano fiscal de 2016, a NASA recebeu 19,3 bilhões de dólares. O presidente Donald Trump assinou a Lei de Autorização de Transição da NASA de 2017 em março, que definiu o orçamento de 2017 em cerca de 19,5 bilhões de dólares. O orçamento também é relatado como 19,3 bilhões de dólares para 2017, com 20,7 bilhões de dólares para o ano fiscal de 2018. Já no ano de 2023, o orçamento registrado foi de 25,4 bilhões de dólares, 5,6% maior do que o ano de 2022.

### Instalações
A sede da NASA em Washington, DC fornece orientação geral e liderança política para os dez centros de campo da agência, através dos quais todas as outras instalações são administradas. Quatro deles foram herdados do NACA; dois outros foram transferidos do Exército; e a NASA comissionou e construiu os outros quatro ela mesma logo após sua formação.

#### Herdadas do NACA
O Centro de Pesquisa Langley (LaRC), localizado em Hampton, Virginia, concentra-se na pesquisa aeronáutica, embora o Módulo Lunar Apollo tenha sido testado em voo nas instalações e uma série de missões espaciais de alto perfil tenham sido planejadas e projetadas no local. O LaRC foi a casa original do Grupo de Tarefas Espaciais.
O Centro de Pesquisa Ames (ARC) no Condado de Santa Clara, na Califórnia, foi fundado em 20 de dezembro de 1939. O centro foi nomeado em homenagem a Joseph Sweetman Ames, um membro fundador do NACA. O ARC é um dos 10 principais centros de campo da NASA e está localizado no Vale do Silício. Historicamente, o Ames foi fundado para fazer pesquisas em túneis de vento sobre a aerodinâmica de aeronaves movidas a hélice; no entanto, expandiu seu papel para fazer pesquisa e tecnologia em aeronáutica, voos espaciais e tecnologia da informação. Ele fornece liderança em astrobiologia, pequenos satélites, exploração lunar robótica, sistemas inteligentes/adaptativos e proteção térmica.
O Centro de Pesquisa John H. Glenn tem entre suas principais competências a respiração aérea e a propulsão no espaço e criogenia, comunicações, armazenamento e conversão de energia elétrica, ciências da microgravidade e materiais avançados. Está localizado nas cidades de Brook Park, Cleveland e Fairview Park, no estado de Ohio.
O Centro de Pesquisa de Voo Neil A. Armstrong (AFRC), estabelecido pela NACA antes de 1946 e localizado dentro da Base Aérea de Edwards, é a casa do Space Carrier Shuttle Aircraft (SCA), um Boeing 747 modificado projetado para transportar um ônibus espacial orbital de volta a Centro Espacial Kennedy após um pouso em Edwards. Em 16 de janeiro de 2014, o centro foi renomeado em homenagem a Neil Armstrong, o primeiro astronauta a andar na Lua.

#### Transferidas do Exército
O Laboratório de Propulsão a Jato (JPL), localizado na área de Vale de San Gabriel no Condado de Los Angeles, na Califórnia, está sediado na cidade de La Cañada Flintridge com um endereço de correspondência de Pasadena. O JPL é administrado pelo California Institute of Technology (Caltech), nas proximidades. A função primária do laboratório é a construção e operação de espaçonaves planetárias robóticas, embora também conduza missões em órbita terrestre e astronomia. Também é responsável por operar a Deep Space Network da NASA.
O Centro de Voos Espaciais George C. Marshall (MSFC), localizado no Redstone Arsenal perto de Huntsville, Alabama, é um dos maiores centros da NASA. O MSFC é onde o foguete Saturno V e o Spacelab foram desenvolvidos. Marshall é o principal centro da NASA para projeto e montagem da Estação Espacial Internacional (EEI); cargas úteis e treinamento de tripulação relacionado; e foi o líder para a propulsão do ônibus espacial e seu tanque externo. A partir de dezembro de 1959, continha a Diretoria de Operações de Lançamento, que se mudou para a Flórida para se tornar o Centro de Operações de Lançamento em 1º de julho de 1962.

#### Construídas pela NASA
O Centro de Voos Espaciais Goddard (GSFC), localizado em Greenbelt, Maryland, foi encomendado pela NASA em 1 de março de 1959. É a maior organização combinada de cientistas e engenheiros nos Estados Unidos dedicada a aumentar o conhecimento da Terra, o Sistema Solar e o Universo por meio de observações do espaço. O GSFC é um importante laboratório dos EUA para o desenvolvimento e operação de espaçonaves científicas não tripuladas e também opera duas redes de rastreamento de voos espaciais e aquisição de dados, desenvolve e mantém sistemas avançados de informação de dados de ciências da Terra e espaciais, e desenvolve sistemas de satélite para a Administração Oceânica e Atmosférica Nacional (NOAA).
O Centro Espacial John C. Stennis, originalmente o "Centro de Testes do Mississippi", está localizado no Condado de Hancock, Mississippi, nas margens do Rio Pearl na fronteira do Mississippi com a Louisiana. Comissionado em 25 de outubro de 1961, foi a maior instalação de teste de motores de foguetes da NASA até o final do programa do ônibus espacial. Atualmente é usado para teste de foguetes por mais de 30 empresas e agências locais, estaduais, nacionais, internacionais, privadas e públicas. Ele contém o Centro de Serviços Compartilhados da NASA.
O Centro Espacial Lyndon B. Johnson (MSC) é o centro da NASA para treinamento, pesquisa e controle de voo em voos espaciais humanos. Criada em 1º de novembro de 1961, a instalação consiste em um complexo de 100 edifícios construídos em 1962-1963 em 1.620 acres (656 ha) de terras doadas pela Universidade Rice em Houston, Texas. O centro surgiu do Grupo de Tarefas Espaciais formado logo após a criação da NASA para coordenar o programa de voos espaciais humanos dos Estados Unidos. É a casa do Corpo de Astronautas dos Estados Unidos e é responsável pelo treinamento de astronautas dos EUA e seus parceiros internacionais, e inclui o Centro de Controle de Missão Christopher C. Kraft Jr.. O centro foi renomeado em homenagem ao falecido presidente estadunidense e nativo do Texas, Lyndon B. Johnson, em 19 de fevereiro de 1973.
O Centro Espacial John F. Kennedy (KSC), localizado a oeste da Estação da Força Espacial de Cabo Canaveral, na Flórida, é uma das instalações mais conhecidas da NASA. Chamado de "Centro de Operações de Lançamento" em sua criação em 1º de julho de 1962, foi renomeado em homenagem ao falecido presidente dos Estados Unidos em 29 de novembro de 1963, e tem sido o local de lançamento para todos os voos espaciais tripulados dos Estados Unidos desde 1968. O KSC continua a gerenciar e operar instalações de lançamento de foguetes não tripulados para o programa espacial civil dos Estados Unidos a partir de três plataformas no Cabo Canaveral. Seu Vehicle Assembly Building (VAB) é a quarta maior estrutura do mundo em volume e era a maior quando foi concluída em 1965. Um total de 13,1 mil pessoas trabalhavam no centro em 2011. Aproximadamente 2,1 mil são funcionários do governo federal; o resto são empreiteiros.